# Plataea pasadenaria
Plataea pasadenaria là một loài bướm đêm trong họ Geometridae.